# Susanna Ernst

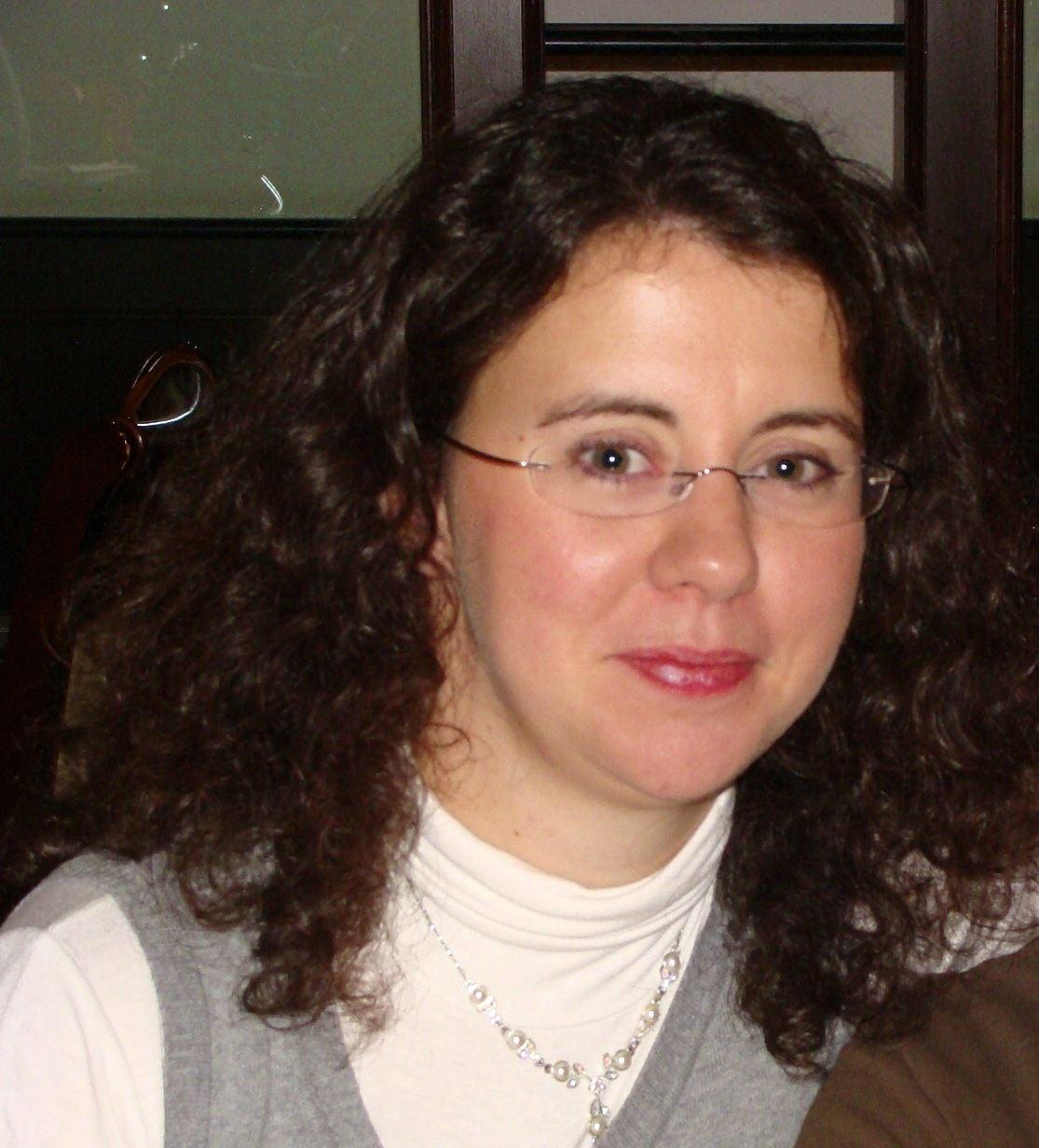
Susanna Ernst (2012)

Susanna Ernst (* 1980 in Bonn) ist eine deutsche Romanautorin.

## Leben und Wirken
Susanna Ernst wuchs in Königswinter im Siebengebirge auf. Sie schrieb schon während der Grundschulzeit erste Geschichten und entdeckte früh ihre Leidenschaft fürs Theater. Im Alter von 16 Jahren gründete sie eine musikalische Schauspielgruppe, die sie 17 Jahre lang leitete. Bis heute gibt die gelernte Bankkauffrau Schauspielunterricht und gestaltet Bühnenbilder und Kostüme für Theateraufführungen.
Ihr Debütroman Deine Seele in mir wurde im Januar 2011 auf der Plattform neobooks in die Top 10 des laufenden Wettbewerbs gewählt. Im Juli 2011 wurde er unter dem Verlagsdach von Droemer Knaur als E-Book veröffentlicht. Im Dezember 2012 folgte die Taschenbuchausgabe des Romans bei Knaur.
Susanna Ernst lebt mit ihrem Mann und zwei Kindern heute in Königswinter.

## Bibliografie

### Romane
- Deine Seele in mir. Knaur, München, 2012. ISBN 978-3426512609.
  - İçimdeki Sen. Türkische Übersetzung von Regaip Minareci. Pegasus Yayincilik, Istanbul 2016. ISBN 978-6053439752.
  - A lelked bennem. Ungarische Übersetzung von Szakál Gertrúd. Athenaeum, Budapest 2018. ISBN 978-9632932613.
- Das Leben in meinem Sinn. Knaur, München, 2014. ISBN 978-3426515556.
- Immer wenn es Sterne regnet. Knaur, München, 2015. ISBN 978-3426516805.
- So wie die Hoffnung lebt. Knaur, München, 2016. ISBN 978-3426519059.
- Nur einen Traum entfernt. feelings (E-Books bei Droemer Knaur), München, 2016. ISBN 978-3426215487.
- Der Herzschlag deiner Worte. Knaur, München, 2017. ISBN 978-3426521236.
- Milchkaffee – Das Glück der Liebe. feelings, München, 2017. ISBN 978-3426216460.
- Das Wispern der Schmetterlinge. Knaur, München, 2019. ISBN 978-3426523902.

### Kinder- und Jugendliteratur
- Was vor dir noch keiner sah. Band 1. Jugendroman. E-Book. Ravensburger, Ravensburg 2015. ISBN 978-3-473-47745-6

Bände 2 bis 6 in 2016, ebenfalls bei Ravensburger.
- Blessed: Für dich will ich leben. Jugendroman. Oldigor-Verlag, Rhede 2013. ISBN 978-3-943697-75-9; Neuausgabe: Knaur, München, 2016. ISBN 978-3426215784.

### Hörbücher
- Deine Seele in mir. Ungekürzt. Audible GmbH, 2014.
- Immer wenn es Sterne regnet. Ungekürzt. Audible GmbH, 2016.